# Poustka (Dobkovice)
Poustka je samota, část obce Dobkovice v okrese Děčín. Nachází se asi dva kilometry západně od Dobkovic. V roce 2011 zde trvale žilo šest obyvatel.
Poustka leží v katastrálním území Prosetín u Dobkovic o výměře 1,59 km².

## Historie
První písemná zmínka pochází z roku 1600.

## Obyvatelstvo
Při sčítání lidu v roce 1921 zde žilo 25 obyvatel (z toho jedenáct mužů) německé národnosti a římskokatolického vyznání. Podle sčítání lidu z roku 1930 měla osada 34 obyvatel: jednoho Čechoslováka a 33 Němců. Všichni se hlásili k římskokatolické církvi.
|                                                                    | 1869 | 1880 | 1890 | 1900 | 1910 | 1921 | 1930 | 1950 | 1961 | 1970 | 1980 | 1991 | 2001 | 2011 |
| ------------------------------------------------------------------ | ---- | ---- | ---- | ---- | ---- | ---- | ---- | ---- | ---- | ---- | ---- | ---- | ---- | ---- |
| Obyvatelé                                                          | 45   | 31   | 26   | 31   | 34   | 25   | 34   | 11   | 7    | 9    | 9    | 5    | 9    | 6    |
| Domy                                                               | 5    | 5    | 5    | 5    | 5    | 5    | 6    | 4    | .    | 3    | 2    | 2    | 2    | 2    |
| Počet domů z roku 1961 je zahrnut v domech místní části Dobkovice. |      |      |      |      |      |      |      |      |      |      |      |      |      |      |